# Concessie Zaanstreek

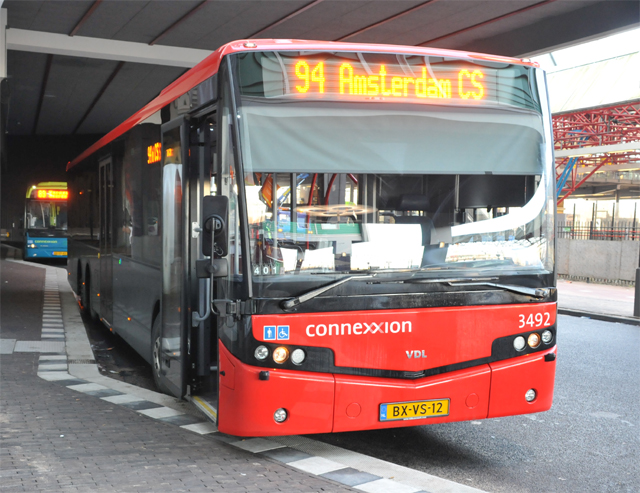
Connexxion bus 3492 van het VDL type Citea CLE 137.360 op 3 januari 2011 te Station Zaandam.

Dit artikel, genaamd Concessie Zaanstreek, gaat over de voorwaarden die de Zaanstreek heeft gesteld aan openbaarvervoerbedrijven die de regio willen bedienen.
Het concessiegebied Zaanstreek omvat het busvervoer de volgende dorpen/steden:
- Assendelft
- Koog aan de Zaan
- Krommenie
- Westknollendam
- Westzaan
- Wormerveer
- Zaandam (Stadsdienst)
- Zaandijk
- Oostzaan

Daarnaast zijn er uitlopers naar Beverwijk, Wormer en Amsterdam.
Nederland is opgedeeld in concessiegebieden voor het openbaar vervoer. In deze gebieden wordt het openbaar vervoer uitgevoerd door de vervoerder die het aantrekkelijkste bod heeft gedaan op basis van het Programma van Eisen, dat wordt opgesteld door de opdrachtgever. Dit kan zijn een gemeente, een stadsregio of een provincie. In de Zaanstreek is de Vervoerregio Amsterdam de opdrachtgever. De Vervoerregio Amsterdam is ook opdrachtgever van de concessiegebieden Waterland, Amsterdam en Amstelland-Meerlanden.

## Het programma van eisen
In het Programma van Eisen (PvE) staan de minimale en wenselijke eisen die de opdrachtgever stelt aan de concessie. En waar de uitvoerder zich dus aan zal moeten houden. Eventueel zijn uitbreidingen op initiatief van de uitvoerder ook mogelijk. Hieronder wordt beschreven wat er globaal in het PvE van de Zaanstreek staat:

### Doelen
Er worden diverse doelen genoemd waar het openbaar vervoer aan moet voldoen:
- Het openbaar vervoer moet zo veel mogelijk wijken/dorpen ontsluiten, zodat bewoners deel kunnen nemen aan sociale en economische activiteiten.
- Op plaatsen waar de bereikbaarheid per auto onder druk staat moet het openbaar vervoer fungeren als alternatief
- De verhouding tussen kosten en opbrengsten dient te worden verbeterd. Ten opzichte van 2004 wordt het budget wat de vervoerder krijgt met 13% verlaagd.
- Het openbaar vervoer dient betaalbaar te zijn voor iedereen.
- De bussen dienen zo veel mogelijk toegankelijk te zijn voor iedereen.
- De bussen moeten net zo veilig zijn als iedere andere openbare plek.

### Minimumeisen

#### Onsluitingsfuncties
- Ontsluiting van woongebieden (meer dan 1000 inwoners conform het CBS/BDR-buurtcoderegister), werkgebieden (minimaal 2000 werknemers, de Achterluispolder), zorginstellingen (met gemiddeld meer dan 900 bezoekers per dag, ZMC - Zaans Medisch Centrum).
- Buurten met meer dan 4000 inwoners dienen tijdens de spits ontsloten te worden door reguliere bussen (dus geen mini- of midibussen). Bij buurten met minder dan 4000 inwoners is lijngebonden vraagafhankelijk openbaar vervoer met kleinere voertuigen ook toegestaan.
- In buurten dienen minimaal 95% van alle woonadressen op maximaal 500 meter loopafstand een halte van een buslijn of een NS-station te hebben. Dit geldt ook voor werkgebieden. Bij zorginstellingen dient de halte erna maximaal 250 meter loopafstand van de ingang te liggen.
- Om de routes uit te voeren om de bovenstaande haltes aan te doen mag gebruikgemaakt worden van alle openbare wegen die door wegbeheer beschikbaar zijn gesteld. Wanneer een buurt niet per openbare weg bereikbaar is, vervalt de verplichting om de buurt te ontsluiten.
- De gebieden die ontsloten dienen te worden moeten een rechtstreekse verbinding hebben met de kernen Zaandam Station of Krommenie Station. Dit gaat conform de volgende indeling: Oostzaan, Zaandam, Koog aan de Zaan, Westzaan, Zaandijk, Assendelft en Wormerveer-Zuid moeten in verbinding staan met Zaandam Station, hierbij moet ook de halte "Gedempte gracht" aangedaan worden. Krommenie, Willis, Wormerveer-Noord, Assendelft-Noord, Saendelft en Langeheit dienen in ieder geval een rechtstreekse verbinding te hebben met Krommenie station.
- Om de bovenstaande eis te realiseren moet bij voorkeur gebruik gemaakt worden van de snelste (in rijtijd uitgedrukte) routes.
- Naast de hierboven genoemde ontsluitende verbindingen zijn de volgende verbindingen ook verplicht voorgeschreven: Zaandam Station dient verbonden te zijn met het station van Beverwijk. In Beverwijk dient er een gegarandeerde aansluiting te zijn op lijn 78 naar Wijk aan Zee. Er is een verbinding Wormerveer - Wormer Keerlus via de Mercuriuslaan, Rouenweg, Zandweg, Dorpsstraat, Oosteinde. Op Wormer Keerlus wordt een gegarandeerde aansluiting geboden op lijn 121 Wormerveer Station - Purmerend Tramplein.
- Op de stations Zaandam, Krommenie-Assendelft en Wormerveer dienen de buslijnen aan te sluiten op een trein naar Alkmaar in de periode dat tussen Zaandam Station en Amsterdam CS een interval wordt aangehouden van 15 minuten of minder. Op Station Beverwijk dient de buslijn aan te sluiten op de treinen richting Haarlem. Onder een aansluiting wordt verstaan: een zodanige aansluiting dat de wachttijd tussen de aankomsttijd van een trein of bus en het vertrek van de aansluitende trein of bus minimaal 3 en maximaal 10 minuten bedraagt. Indien op het moment van vertrek een trein aankomt op het station waarop de aansluiting moet worden geboden, dient te worden gewacht opdat reizigers kunnen overstappen.
- Buslijnen die geen halte hebben bij het Zaans Medisch Centrum dienen op ten minste één punt in de dienstregeling een aansluitende buslijn te hebben te hebben die wel een halte heeft bij het ZMC. Op Station Beverwijk dient de buslijn aan te sluiten op de bussen naar Heemskerk en IJmuiden. Genoemde aansluitingen worden herkenbaar in de dienstregelingen weergegeven.
- Op maandag tot en met vrijdag komt de eerste bus die alle haltes tussen begin- en eindpunt heeft aangedaan uiterlijk om 07.00 aan op het knooppunt (Zaandam Station of Krommenie Station), op zaterdag geldt 08.00 en op zondag 09.00. De laatste bus vertrekt na 23.00 van het betreffende knooppunt en doet vervolgens alle haltes aan van begin- tot eindpunt. Voor werkgebieden geldt dat de laatste bus om 19.00 vertrekt naar het knooppunt.
- De maximum interval tussen de aankomsttijden van de bussen op het knooppunt is 60 minuten. In de ochtend- en avondspits is dit 30 minuten.
- Op vrijdag- en zaterdagnacht rijdt er een nachtlijn van Amsterdam CS naar Zaandam Station met in ieder geval haltes in Landsmeer, Oostzaan en Zaandam Poelenburg/Centrum v.v. Ook rijden er op vrijdag- en zaterdagnacht bussen van het Leidseplein (Amsterdam) naar Zaandam Station met in ieder geval haltes in Zaandam Vijfhoek en Centrum. Vrijdagnacht rijdt de laatstgenoemde bus door naar Krommenie met in ieder geval haltes in Koog a/d Zaan, Zaandijk, Wormer, Wormerveer en Krommenie. Op vrijdagnacht rijden de 2 nachtlijnen met een maximum interval van 60 minuten. De eerste bus vertrekt voor 1.00, de laatste na 2.30 vanaf de beginpunten in Amsterdam. Op zaterdagnacht vertrekt de laatste bus na 3.30.
- Op zaterdagnacht vertrekt er vanuit het Centrum van Zaanstad (Peperstraat) nachtlijnen naar alle buurten in de kernen Zaandam, Koog a/d Zaan, Zaandijk, Wormerveer, Krommenie, Assendelft en Westzaan. De maximale loopafstand van de haltes naar woonadressen is vergroot naar 1000 meter. Daarnaast vertrekken de bussen met een maximum interval van 60 minuten, waarbij de eerste bus vertrekt vanaf Zaandam Station voor 1.00 en de laatste bus een aansluiting geeft op de bus uit Amsterdam.

#### Bereikbaarheidsfuncties
- De relaties met Amsterdam Centrum worden beschouwd als verbindingen waar de bereikbaarheid met de auto in het geding is als gevolg van congestie- en parkeerproblemen gedurende alle dagen van de week. Het oostelijke deel van Zaanstad (de buurten 't Kalf, Boerejonkerbuurt, Rosmolenbuurt, Hoornseveld, Peldersveld, Bomenbuurt, Burgemeestersbuurt en Poelenburg) in Zaandam en de kern Oostzaan hebben een verbinding zonder overstap met Amsterdam CS. Op werkdagen vertrekt de eerste bus om uiterlijk 06.00 van het beginpunt van een buslijn, voor zaterdag geldt 07.00 en zondag 09.00. De laatste bus vertrekt om 24.00. De maximum interval tussen de vertrektijden van deze buslijnen is 30 minuten.
- Ook bij de relaties met Amsterdam Sloterdijk is de bereikbaarheid met de auto in het geding als gevolg van congestie en parkeerproblemen. Het oostelijke deel van Zaanstad (zie hierboven) in Zaandam hebben op werkdagen zonder overstap een verbinding met station Amsterdam Sloterdijk. Voor deze buslijnen geldt: de eerste bus vertrekt minimaal om 06.00 en de laatste om 21.00. De maximum interval tussen de vertrektijden is 30 minuten. De bussen die te Amsterdam Sloterdijk aankomen, dienen een aansluiting te hebben op de treinen naar Schiphol.
- De relaties met het centrum van Zaanstad worden beschouwd als verbindingen waar de bereikbaarheid met de auto niet optimaal is als gevolg van beperkte parkeerproblemen. Alle woonbuurten in de kernen Zaandam, Koog aan de Zaan, Zaandijk en Wormerveer-Zuid hebben een verbinding zonder overstap met Zaandam Centrum ("Gedempte Gracht"). De buurten Rosariumbuurt, Zuiderham, Noorderhoofdbuurt, Noorderham en Snuiverbuurt in Krommenie en Wormerveer-Noord in Wormerveer hebben een verbinding met het centrum van Zaandam middels een overstap op de trein. De laatste bus vertrekt na 24.00 vanaf Zaandam Centrum en het maximum interval van de aankomsttijden in Zaandam Centrum is 30 minuten. Na 21.00 is deze interval maximaal 60 minuten. Er mag voor deze buslijnen alleen gebruikgemaakt worden van wegen waar de wegbeheerder een maximumsnelheid heeft gegeven van 50 km/h, een uitzondering betreft de wegen in Zaandam Centrum.

#### Vervoersgarantie en zitplaatskans
- De inschrijvende vervoerder dient, met inachtneming van de wettelijke eisen ten aanzien van het maximum aantal passagiers, iedereen die zich op de halte bevindt met de eerstkomende rit te vervoeren.
- In de spitsperiode wordt geaccepteerd dat reizigers moeten staan, maar het aantal reizigers mag nooit hoger zijn dan wettelijk is toegestaan. Dit moet ook aangegeven zijn in de bus.
- Buiten de spitsperiode geldt een zitplaatskans voor reizigers van 90%. Ook voor de bussen die de concessiegrens overschrijden geldt deze garantie.
- Bij een niet te voorzien extra aanbod van reizigers dient de vervoerder zo spoedig mogelijk na de geplande aankomsttijd van de bus conform de dienstregeling, ervoor te zorgen dat alle reizigers vervoerd worden. Bij een te voorzien extra aanbod (bijvoorbeeld een evenement) dient de vervoer op voorhand extra materieel in te zetten.

Indien aan deze criteria niet wordt voldaan dient de vervoerder extra materieel in te zetten. Bij een maximum interval van 60 minuten mogen dit geen gelede bussen zijn.

#### Stiptheid
- Bussen mogen nooit eerder van een halte vertrekken dan in de dienstregeling staat aangegeven.
- Bussen dienen binnen 1 minuut na de aangegeven tijd in de dienstregeling te vertrekken. Dit vervalt wanneer een bus dient te wachten op een aansluitende trein of bus.

Jaarlijks dient de vervoerder rijtijdmetingen te houden om te kijken of de tijden in de dienstregeling nog kloppen.

#### Personeel
- Het personeel op de bus dient klantvriendelijk te zijn en dienstverlenend op te treden. Dit houdt onder meer in dat zij vragen netjes moeten kunnen beantwoorden die gaan over het vervoer in het concessiegebied en aansluitende lijnen in aangrenzende concessiegebieden. Daarnaast moet het personeel bekend zijn met het vervoersgebied en de direct omgeving daarvan, de tarieven en de verkrijgbaarheid daarvan.
- Het personeel dient er verzorgd gekleed uit te zien. De chauffeur dient er als zodanig herkenbaar uit te zien. Daarnaast zorgt de chauffeur ervoor dat de reiziger zich veilig voelt en comfortabel conform de dienstregeling vervoerd wordt.

## Vervoerder
De huidige concessie ging in op 12 december 2010 en loopt, na tijdelijke verlenging, tot 9 december 2023. De huidige vervoerder is Connexxion. Voor dat moment (in de praktijk enige tijd ervoor) moet er weer opnieuw worden aanbesteed en mogen vervoerders een offerte maken. Aan de aanbesteding van 2004 deden mee: BBA, Arriva en Connexxion. Connexxion deed uiteindelijk het meest aantrekkelijke bod.
Het bedrijf Connexxion opereert in het overgrote deel van Noord-Holland (naast EBS en het GVB), daarnaast rijdt Connexxion nog in andere Nederlandse concessiegebieden, al dan niet onder de namen Breng of Bravo als Hermes of als OV Regio IJsselmond. In de Zaanstreek is te merken doordat er af en toe bussen opduiken uit andere gebieden als er een Zaanse bus (langdurig) defect is of vanwege een andere reden (e.g. de inbouw van OV-Chipkaart apparatuur).

### Verleden
Hier volgt een overzicht van de vervoerders die het busvervoer hebben geregeld in de Zaanstreek.
| Vervoerder | Gevestigd in         | Van  | Tot  | Bijzonderheden                                                                                       |
| ---------- | -------------------- | ---- | ---- | --- |
| Zaanland   | Zaandam              | 1922 | 1941 | In 1941 overgenomen door MEA.                                                                        |
| MEA        | Zaandam / Wormerveer | 1924 | 1953 | In 1953 Overgenomen door Enhabo.                                                                     |
| Enhabo     | Landsmeer / Zaandam  | 1953 | 1991 | Vanaf 1969 dochterbedrijf van het GVB Amsterdam. Vanaf 1991 overgenomen door NZH                     |
| NZH        | Haarlem              | 1991 | 1999 | In 1999 gefuseerd tot Connexxion.                                                                    |
| Connexxion | Haarlem              | 1999 | 2023 | Bij de tussentijdse aanbesteding in 2004 en 2010 is de Zaanstreek in handen gebleven van Connexxion. |

## Buslijnen
| Lijn | Van                          | Naar                                   | Via                                                                 | Materieel                                               | Soort               | Frequentie en opmerkingen |
| ---- | ---------------------------- | -------------------------------------- | ------------------------------------------------------------------- | ------------------------------------------------------- | ------------------- | --- |
| 59   | Zaandam Station              | Beverwijk Station                      | Westzaan, Nauerna, Assendelft                                       | VDL Berkhof Ambassador                                  | Streekbus           | Maandag tot en met vrijdag in de brede spits 2x per uur en op overige momenten 1x per uur. |
| 63   | Zaandam Station              | Assendelft Festina Lente               | Koog aan de Zaan, Westzaan                                          | VDL Berkhof Ambassador/VDL Midcity                      | Streekbus           | Maandag tot en met zaterdag 2x per uur, 's avonds en op zondag 1x per uur. |
| 64   | Zaandam Kogerveld            | Zaandijk Rooswijk                      | Koog aan de Zaan, Zaandam Station                                   | VDL Berkhof Ambassador/VDL Midcity                      | Streekbus           | Maandag tot en met zaterdag tot ongeveer 19:00 2x per uur, 's avonds en op zondag 1x per uur, waarbij de lijn geknipt is op station Zaandam. |
| 65   | Zaandam Station              | Zaandam De Vlinder (- Uitvaartcentrum) | Zaandam Centrum                                                     | VDL Berkhof Ambassador/VDL Midcity                      | Stadsbus Zaandam    | Maandag tot en met vrijdag in de spits 2x per uur en op overige momenten 1x per uur. Rijdt in het weekend overdag van/naar halte Uitvaartcentrum. |
| 67   | Zaandam Station              | Wormer Noordweg                        | Koog aan de Zaan, Wormerveer                                        | VDL Midcity                                             | Streekbus           | Elke dag 1x per uur. |
| 68   | Station Krommenie-Assendelft | Assendelft Noorderveenweg              |                                                                     | VDL Midcity                                             | Stadsbus Assendelft | 's Avonds en op zondag 1x per uur. |
| 69   | Zaandam 't Kalf              | Station Krommenie-Assendelft           | Zaandam Station, Wormerveer                                         | VDL Berkhof Ambassador/VDL Midcity                      | Streekbus           | Maandag tot en met zaterdag overdag 2x per uur over het hele traject; in de spits 3x per uur Wormerveer - Zaandam Station. In de avonduren en op zondag 1x per uur over het hele traject en 1x per uur Zaandam Station - Station Krommenie-Assendelft. |
| 292  | Zaandam Station              | Amsterdam Station Noord                | De Vlinder                                                          | VDL Berkhof Ambassador/VDL Citea                        | Streekbus           | Maandag tot en met vrijdag in de spits 4x per uur en in de daluren 2x per uur (alleen tussen De Vlinder en Zaandam Station). |
| 391  | Zaandam Zaanse Schans        | Amsterdam CS                           | Kogerveld, De Vlinder                                               | VDL Berkhof Ambassador/VDL Citea/Mercedes-Benz Citaro G | R-net               | Elke dag in de drukste uurblokken van de spitsuren 6x per uur, overdag 4x per uur, overige tijden 2x per uur; enkele vroege en late (spits-)ritten beginnen/eindigen te Zaandam Schipbeek.                                                             |
| 392  | Zaandam Station              | Amsterdam Station Noord                | De Vlinder, Oostzaan                                                | VDL Berkhof Ambassador/VDL Citea                        | R-net               | Maandag tot en met zaterdag 4x per uur en in de avonduren en op zondag 2x per uur. |
| 394  | Zaandam Station              | Amsterdam CS                           | De Vlinder                                                          | VDL Berkhof Ambassador/VDL Citea/Mercedes-Benz Citaro G | R-net               | Maandag tot en met zaterdag 4x per uur en in de avonduren en op zondag 2x per uur. In de drukste uurblokken in de spits 6x per uur tussen Amsterdam CS en Zaandam De Vlinder.                                                                          |
| 395  | Amsterdam Sloterdijk Station | Zaandam Zaans Medisch Centrum          | De Vlinder                                                          | VDL Berkhof Ambassador                                  | R-net               | Maandag tot en met vrijdag 4x per uur hele traject en in de spitsuren 8x per uur Amsterdam Sloterdijk - Zaandam De Vlinder (in de drukste uurblokken in de spits 6x per uur van naar Zaans Medisch Centrum), 's avonds en in het weekend 2x per uur.   |
| 414  | Krommeniedijk                | Oostknollendam                         | Krommenie, Assendelft, Wormerveer, Wormer                           | Mercedes-Benz Sprinter                                  | Buurtbus            | Maandag tot en met zaterdag overdag 1x per 2 uur. |
| 456  | Assendelft                   | Zaandam                                | Nauerna                                                             | Mercedes-Benz Sprinter                                  | Buurtbus            | Maandag tot en met zaterdag 1x per uur tussen Assendelft en Zaandam en 2x per uur binnen Assendelft. |
| N92  | Amsterdam Leidseplein        | Zaandam Zaans Medisch Centrum          | Landsmeer, Oostzaan, De Vlinder                                     | VDL Berkhof Ambassador                                  | Nachtbus            | Vrijdag- en zaterdagnacht 1x per uur naar Zaandam |
| N94  | Amsterdam Leidseplein        | Station Krommenie-Assendelft           | De Vlinder, Zaandam Station, Koog aan de Zaan, Zaandijk, Wormerveer | VDL Berkhof Ambassador                                  | Nachtbus            | Vrijdag- en zaterdagnacht 1x per uur naar Krommenie |
| N99  | Amsterdam Centraal           | Zaandam Station                        | De Vlinder                                                          | VDL Citea                                               | Nachtbus            | Oudejaarsnacht 1-2x per uur richting Zaandam |

## Huidig busmaterieel (december 2010-heden)
Voor de nieuwe concessie heeft Connexxion de volgende nieuwe bussen aangeschaft:

### VDL Berkhof Ambassador
Van de huidige 62 bussen zijn de meerderheid Ambassadors en die zijn verdeeld over drie series en hebben ook verschillende lengtes en kleurstellingen. Dit zijn de series:
- 3485-3489 Ambassador ALE-106 (op een nieuw chassis), deze bussen zijn 10.6 meter en in het Connexxion groen gestoken.
- 3550-3563 Ambassador ALE-120, deze bussen zijn 12 meter en in het Connexxion en in het Connexxion groen gestoken.
- 3564-3596 Ambassador ALE-120, deze bussen zijn 12 meter en in de R-net uitvoering gestoken.

De 3564-3596 zijn voor de R-netlijnen tussen Zaandam en Amsterdam. De overige bussen zijn voor de buslijnen 59, 63 t/m 65, 67 en 69.
Deze Ambassadors hebben allemaal een EEV motor en worden onderhouden door Truckland Zaandam en de stalling is in de Achtersluispolder nabij Zaandam de Vlinder.

### VDL Citea
Verder zijn er nog 10 VDL Citea CLE-137 bussen, deze zijn uitgevoerd met een EEV motor en worden vast ingezet op de lijn 391, 392 en 394 en heel af en toe ook op lijn 395. Deze bussen zijn net als de Ambassadors uit de series 3564-3596 in de R-net kleuren stelling gestoken. Deze tien bussen dragen de nummers 3490-3499.

### VDL Midcity
In 2019 zijn er 6 midibussen (met nummers 7573-7577 en 7583) van het type Midcity verschenen in de Zaanstreek, eerst voor de lijnen 64 en 65, later ook voor de andere streeklijnen uit de 60-reeks. Deze bussen hadden eigenlijk in Noord-Holland noord moeten rijden, maar door aanhoudende problemen zijn ze daar uiteindelijk niet verschenen.

## Voormalig busmaterieel (tot december 2010)
Bussen die Connexxion gebruikte in de Zaanstreek zijn:

### VDL Berkhof Ambassador
Ambassadors van de Nederlandse busfabrikant VDL Berkhof uit Heerenveen doen sinds 2003 ook dienst in de Zaanstreek. Eerst de 200-versie (12 meter) uit de 8200-series (bouwjaar 2003). Deze zijn in december 2004 naar Alkmaar overgeplaatst. Sinds december 2004 rijden er 29 Ambassadors 200 uit de serie 8380-8408, deze zijn gebouwd in 2004. Het is de bedoeling dat de Ambassador 200 zo veel mogelijk op streeklijnen in wordt gezet (met uitzondering van 58 en 60). Sinds december 2004 rijdt ook de 120-versie (10½ meter) rond in Zaandam, deze zijn van de serie 8376-8379 en zijn dus 4 stuks. Zij zijn gebouwd in 2004 en het is de bedoeling dat deze zo veel mogelijk worden ingezet op stadslijnen 62 en 67 en tevens streeklijn 89. De Ambassadors beschikken over een dynamisch lcd-scherm aan de voorkant van de bus waarop elke bestemming getoond kan worden waar Connexxion op rijdt met behulp van InfoXX. In de bus bevindt zich een lichtkrant waarop het lijnnummer, de tijd en de volgende halte te zien is. Ook wordt elke halte omgeroepen in de bus. Sinds december 2007 rijden ook de 8677-8681 in de Zaanstreek, zij komen uit Emmeloord. Ze zijn geruild tegen 5 Citaro G's en kenmerken zich door het led-display (in plaats van lcd) aan de voorkant en tft-schermen in de bus in plaats van een lichtkrant.

### Berkhof Junior MAN Scout
De 2 Berkhof Juniors (6405 en 6414-6415) worden gebruikt voor stadslijnen 62, 67 en streeklijn 89. Ze zijn 10½ meter en bieden zo minder capaciteit als de Ambassador 200. De bussen beschikken over een dynamisch lcd-scherm aan de voorkant waarop elke bestemming te tonen is waar Connexxion op rijdt.

### Mercedes-Benz Citaro G
Garage Zaandam beschikte over 13 gelede bussen, namelijk de Citaro's van Mercedes-Benz uit de serie 9162-9175. Deze bussen worden zo veel mogelijk ingezet over de concessiegebiedsoverschrijdende trajecten zoals de lijnen naar Beverwijk en Amsterdam. Daarnaast verzorgen de Citaro G's ook het nachtnet. Sporadisch is er ook een Citaro G te vinden op de lijnen 64, 65 en 66 (dat is één omloop). Er bestaan plannen om op korte termijn 8 Citaro's naar Zoetermeer of Leeuwarden te sturen. In december 2007 zijn 5 Citaro G's naar het noorden en oosten van het land gegaan, in ruil voor 5 Ambassadors.

### Tijdelijke bussen
Vanwege enkele ruilacties door Connexxion, waarbij de Ambassadors 8677-8681 naar de Zaanstreek kwamen en de Citaro's 9162-9164 (Emmeloord), 9165 en 9167 (Leeuwarden) weg gingen waren er tijdelijk enkele oudere bussen in de Zaanstreek. De Citaro's waren namelijk al richting Leeuwarden en Emmeloord gestuurd, terwijl de Ambassadors nog niet in de Zaanstreek gearriveerd waren. Vandaar dat de volgende bussen tijdelijk (in december en januari) in de Zaanstreek hebben gereden.
- VDL Kusters Parade 1902 (ex-Lelystad)
- VDL Kusters Parade 1903 (ex-Lelystad)
- Den Oudsten Alliance 2447 (InfoXX-ruilbus)
- Den Oudsten Alliance 2448 (InfoXX-ruilbus)
- Den Oudsten Alliance 2587 (InfoXX-ruilbus, ex-Friesland ex-ex-Waterland)
- Den Oudsten Alliance 2677 (InfoXX-ruilbus ex-ex-Hilversum)

Deze waren te vinden op alle lijnen, behalve de lijnen waar mini/midi-busjes op rijden.
Vanaf eind februari tot en met begin april waren er vanwege inbouw van OV-chipkaart-apparatuur en InfoXX (systeem dat route-informatie, bestemmingsdisplay en communicatie combineert) ook weer tijdelijke bussen in de Zaanstreek. Het betreft de volgende bussen:
- Den Oudsten Alliance 2300 (InfoXX-ruilbus)
- Den Oudsten Alliance 2324 (InfoXX-ruilbus)
- Den Oudsten Alliance 2420 (InfoXX-ruilbus)
- Den Oudsten Alliance 2427 (InfoXX-ruilbus)
- Den Oudsten Alliance 2437 (InfoXX-ruilbus)
- Den Oudsten Alliance 2446 (InfoXX-ruilbus)
- Den Oudsten Alliance 2448 (InfoXX-ruilbus)
- Den Oudsten Alliance 2544 (InfoXX-ruilbus)
- Den Oudsten Alliance 2587 (InfoXX-ruilbus)
- Berkhof Duvedec 7167 (Tours)
- Berkhof Duvedec 7185 (Tours)

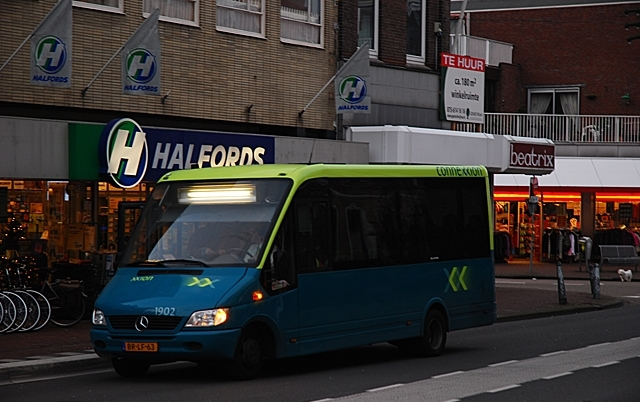
Parade 1902
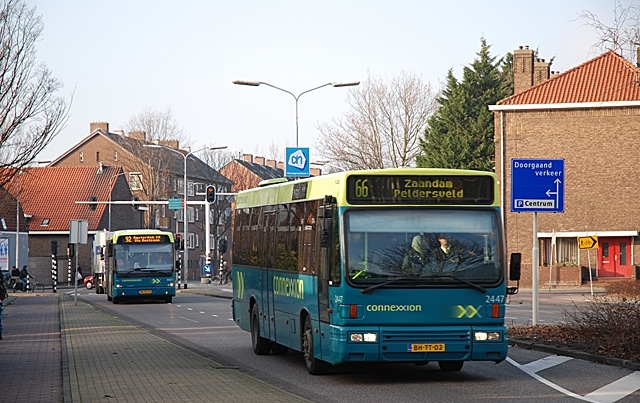
Alliance 2447
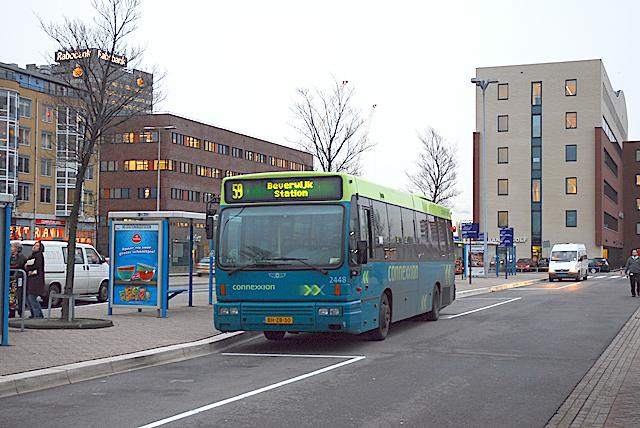
Alliance 2448
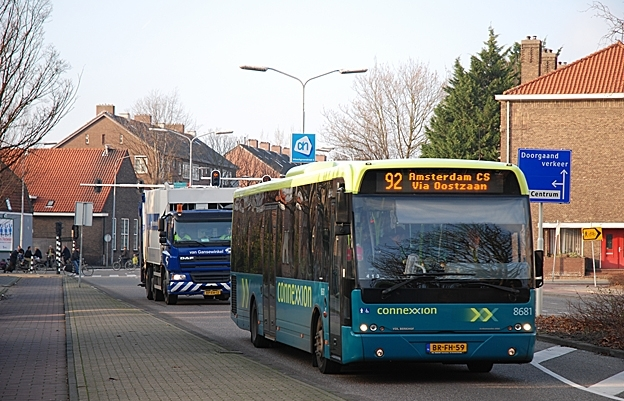
Ambassador 8681
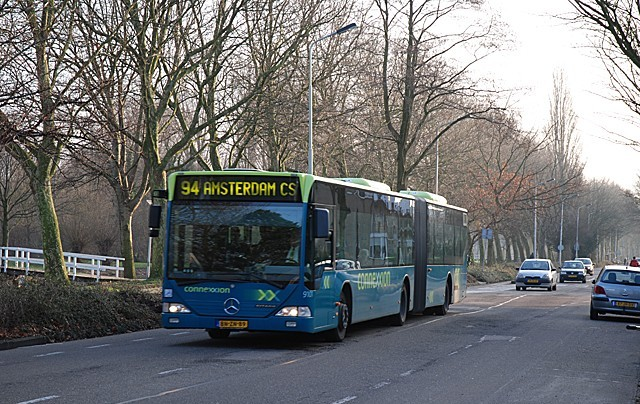
Citaro G 9101
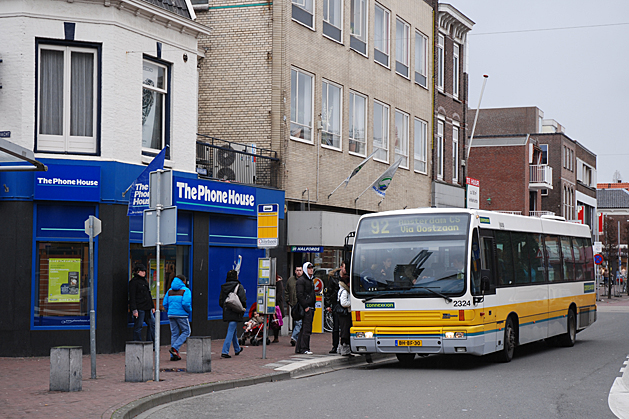
Alliance 2324